# 杖立溫泉
33°10′57.2″N 131°02′03.3″E / 33.182556°N 131.034250°E

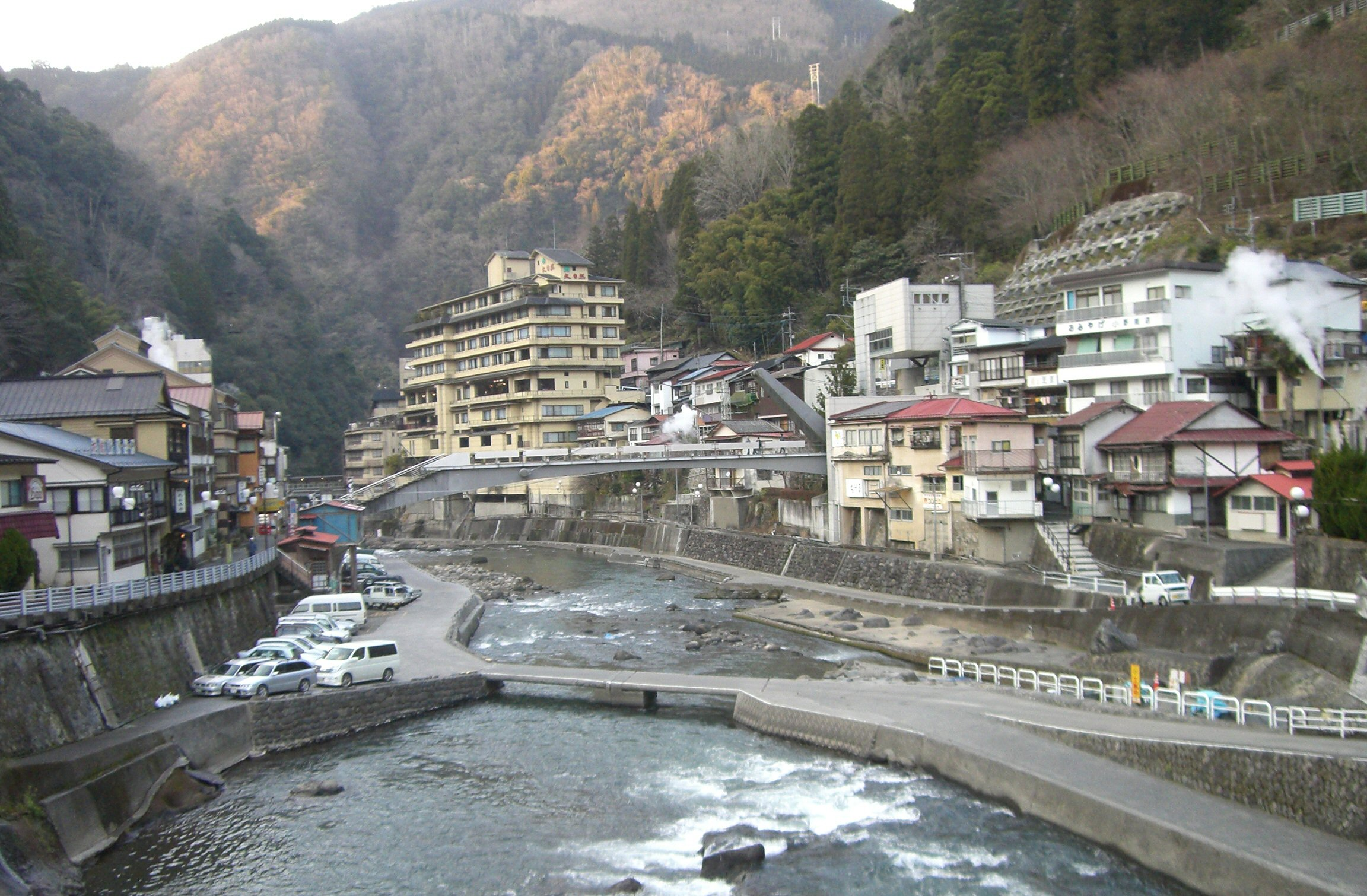
溫泉街

杖立溫泉（日语：／ Tsuetate Onsen */?），是位於日本熊本縣阿蘇郡小國町與大分縣日田市交界的溫泉區，為塩化物泉，有「九州的奧座敷」之稱。
溫泉區位於杖立川沿岸狹長的山谷裡，主要溫泉設施包括溫泉旅館、公共浴場、設有足湯的公園，此區域也屬於耶馬日田英彥山國定公園範圍內。
杖立溫泉區內的杖立觀光旅館肥前屋（日语：杖立観光ホテルひぜんや）跨越了兩縣邊界。

## 活動
每年在四月分會舉辦「杖立溫泉鯉魚旗節」，在杖立川上會掛滿鯉魚旗。

## 外部連結
- （日語） 杖立温泉 （页面存档备份，存于）
- （日語） 杖立温泉旅館組合 （页面存档备份，存于）